# Francofonte
Francofonte es una comuna siciliana de 12.466 habitantes, se encuentra en la Provincia de Siracusa (Italia). 

Ubicación de la ciudad de Francofonte dentro de la provincia de Siracusa.

## Evolución demográfica
| Gráfica de evolución demográfica de Francofonte entre 1861 y 2001 |
|                                                                   |
| Fuente ISTAT - Elaboración gráfica por parte de Wikipedia         |